# 10th Armored Division (United States Army)
La 10ª Divisione corazzata (in inglese 10th Armored Division) era una divisione corazzata dell'Esercito statunitense che combatté con distinzione durante la seconda guerra mondiale; ebbe un ruolo di rilievo soprattutto nella difficile difesa della città strategica di Bastogne, durante l'offensiva a sorpresa tedesca nelle Ardenne.

## Storia
Entrata in linea nell'autunno del 1944 sul fronte occidentale, venne impegnata in combattimento, inquadrata nel 20º Corpo d'armata della 3ª Armata del generale George Patton in Lorena, contribuendo alla conquista di Metz.

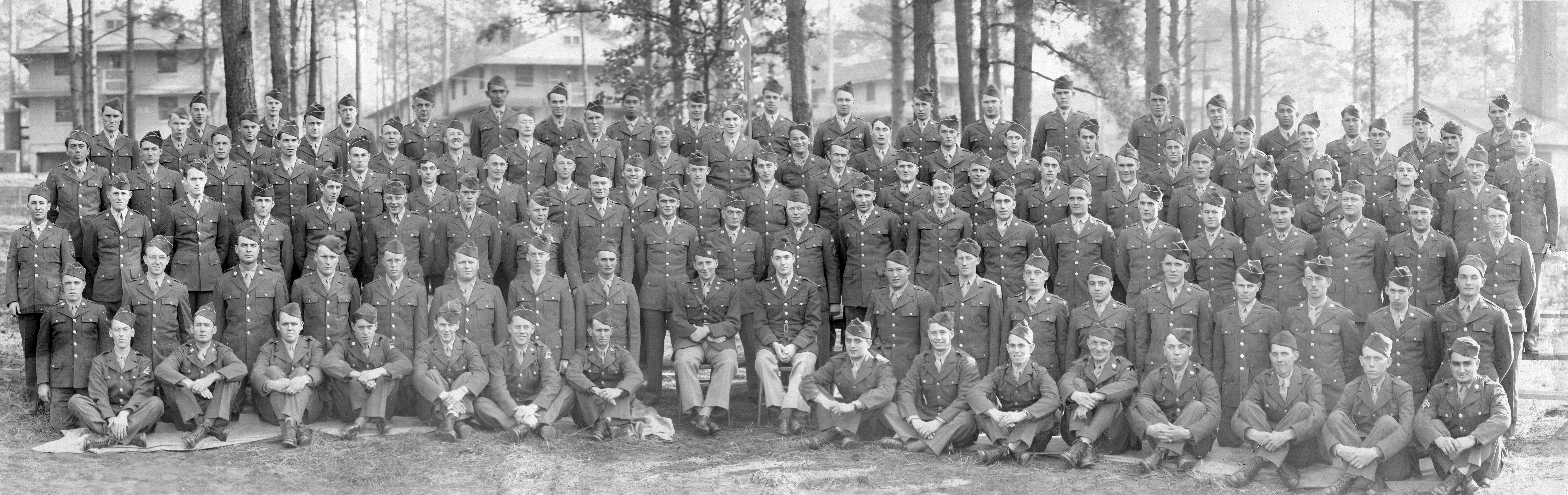
Foto di gruppo dei soldati del 21° Tank Battalion della 10ª Divisione corazzata.

La divisione corazzata giocò un ruolo molto importante durante la battaglia delle Ardenne; trasferita d'urgenza dalla armata di Patton alla 1ª Armata del generale Courtney Hodges, in grave difficoltà di fronte all'attacco tedesco, uno dei suoi Combat Command venne schierato subito alla pereferia di Bastogne per frenare l'avanzata nemica. Impegnato a piccoli gruppi, il Combat Command B del colonnello William L. Roberts subì gravi perdite contro i panzer, ma riuscì ugualmente a rallentarne l'avanzata prima di ripiegare e rimanere accerchiato a Bastogne insieme ai paracadutisti della 101ª Divisione aviotrasportata. I resti del Combat Command B contribuirono validamente alla difesa della città fino all'arrivo dei soccorsi.
La divisione "Tiger" (soprannome ufficiale della unità corazzata) ricevette elogi per la sua condotta durante la battaglia delle Ardenne, e nel febbraio 1945 tornò nei ranghi della 3ª Armata del generale Patton con cui condusse la campagna del Palatinato, coronata dalla conquista di Treviri, dall'avanzata fino al Reno (operazione Lumberjack) e dal superamento della Mosella (operazione Undertone). Nell'ultima fase dell'invasione alleata della Germania la 10ª Armored, ora assegnata alla 7ª Armata del generale Alexander Patch, si distinse ancora, avanzando in Baviera, liberando il 27 aprile 1945 il campo di Dachau e arrivando in territorio austriaco. Dopo la vittoria la 10ª Divisione corazzata venne mantenuta come unità di riserva negli Stati Uniti fino al 1957 quando venne definitivamente disattivata.